# Bonnie Buratti
Bonnie J. Buratti est une planétologue américaine. Elle travaille dans la division des sciences de la Terre et de l'espace du Jet Propulsion Laboratory de Pasadena, en Californie, où elle dirige le groupe d'étude sur les comètes, astéroïdes et satellites. Ses recherches portent sur la composition et les propriétés physiques des surfaces planétaires et sur le transport de substances volatiles dans le système solaire externe.

## Éducation
Bonnie J. Buratti est titulaire d'une maîtrise en sciences de la terre et des planètes du Massachusetts Institute of Technology et d'un doctorat en astronomie et sciences de l'espace de l'Université Cornell.

## Carrière
Bonnie J. Buratti a travaillé sur le programme Voyager, la sonde spatiale Cassini-Huygens et la sonde spatiale New Horizons. Pour son travail avec le programme Cassini, elle a reçu la médaille de réalisation exceptionnelle de la NASA en 2006. Bonnie J. Buratti fait également de la sensibilisation au niveau universitaire et au niveau scolaire. En 2014, elle a été élue présidente de la division des sciences planétaires de la American Astronomical Society. L'astéroïde (90502) Buratti porte son nom. En novembre 2015, Bonnie J. Buratti a été nommée scientifique de la NASA sur la mission Rosetta de l'Agence spatiale européenne sur la comète 67P/Tchourioumov-Guérassimenko. Elle est membre de l’American Geophysical Union.